# Museo di arte asiatica di San Francisco
Il Museo di arte asiatica di San Francisco (Asian Art Museum of San Francisco) ospita una delle più complete collezioni di arte asiatica del mondo, con più di 18.000 opere d'arte nella sua collezione permanente, alcune delle quali vecchie di ben 6.000 anni.

## Storia
Il museo deve la sua origine a una donazione alla città di San Francisco da parte del milionario di Chicago Avery Brundage, che fu un importantissimo collezionista di arte asiatica. La Society for Asian Art, costituita come persona giuridica nel 1958, fu il gruppo che si formò specificamente per acquisire la collezione di Avery Brundage. Il museo aprì nel 1966 come ala del M. H. de Young Memorial Museum nel Golden Gate Park. Brundage continuò a fare donazioni al museo, incluso il lascito di tutta la sua rimanente collezione personale di arte asiatica alla sua morte nel 1975. In totale, Brundage donò a San Francisco più di 7.700 oggetti d'arte asiatica.

### Trasferimento
Fino al 2003, il museo condivideva uno spazio con il de Young Museum nel Golden Gate Park. Quando la collezione del museo crebbe, le strutture nel Golden Gate Park non furono più sufficienti per esporre o perfino per ospitare la collezione. Nel 1987 il sindaco Dianne Feinstein propose un piano per rivitalizzare il Civic Center che includeva il trasferimento del museo nella Biblioteca Centrale (la Main Library). Nel 1995, l'imprenditore di Silicon Valley Chong-Moon Lee fece una donazione di 15 milioni di dollari per lanciare la campagna di finanziamento per costruire un nuovo edificio per il museo.
Durante il suo ultimo anno nel parco, il museo fu chiuso allo scopo di trasferirlo nella sua nuova sede, e riaprì il 20 marzo 2003, nell'edificio dell'ex biblioteca della città di San Francisco davanti al San Francisco Civic Center, rinnovato per lo scopo sotto la direzione dell'architetto italiano Gae Aulenti. Lord Cultural Resources, uno studio professionale specializzato in progetti culturali, fu poi incaricato di intraprendere una serie di studi di progettazione in tre parti per il trasferimento del museo.
La vecchia biblioteca centrale era un edificio in stile Beaux Arts ideato da George Kelham nel 1917. Il nuovo progetto da 160,5 milioni di dollari, ideato da Gae Aulenti, introdusse un cortile all'aperto con luce naturale per fornire un forte nucleo centrale al museo. Eliminando alcuni muri interni, Aulenti creò un senso di apertura per facilitare il movimento dei visitatori e l'esposizione delle opere d'arte. Il nuovo museo di 17.200 m2 aumentò lo spazio espositivo approssimativamente del 75 per cento in confronto alla precedente sede del Golden Gate Park.
Nell'ottobre 2011, il museo lanciò una nuova identità. Ideato dall'agenzia pubblicitaria Wolff Olins, il logo è una A rovesciata, che rappresenta l'idea di avvicinare l'arte asiatica da una nuova prospettiva.

### Espansione
Nel marzo 2016, il museo annunciò che costruirà un nuovo padiglione aggiuntivo per il suo attuale edificio nel San Francisco Civic Center. Il nuovo padiglione sarà situato in cima a un'ala esistente al livello inferiore del museo sul lato di Hyde Street; e aggiungerà circa 840 metri quadrati di nuovo spazio espositivo al primo piano del museo.

## Collezione
La collezione ospita approssimativamenete 18.000 opere d'arte e manufatti da tutti i principali paesi e tradizioni asiatiche, alcuni dei quali vecchi di ben 6.000 anni. Le gallerie sono dedicate alle arti dell'Asia meridionale, dell'Iran e dell'Asia centrale, dell'Asia sud-orientale, della regione dell'Himalaya, della Cina, della Corea e del Giappone. Ci sono 2.500 opere in mostra nella collezione permanente.
Il museo è diventato un punto di riferimento per esposizioni speciali e itineranti, tra le quali: la prima importante mostra cinese a viaggiare fuori della Cina dalla fine della Seconda guerra mondiale (nel 1975), una mostra archeologica che attrasse 800.000 visitatori lungo un periodo di otto settimane, e una mostra sulla saggezza e la compassione inaugurata dal Dalai Lama nel 1991.

## Gallerie

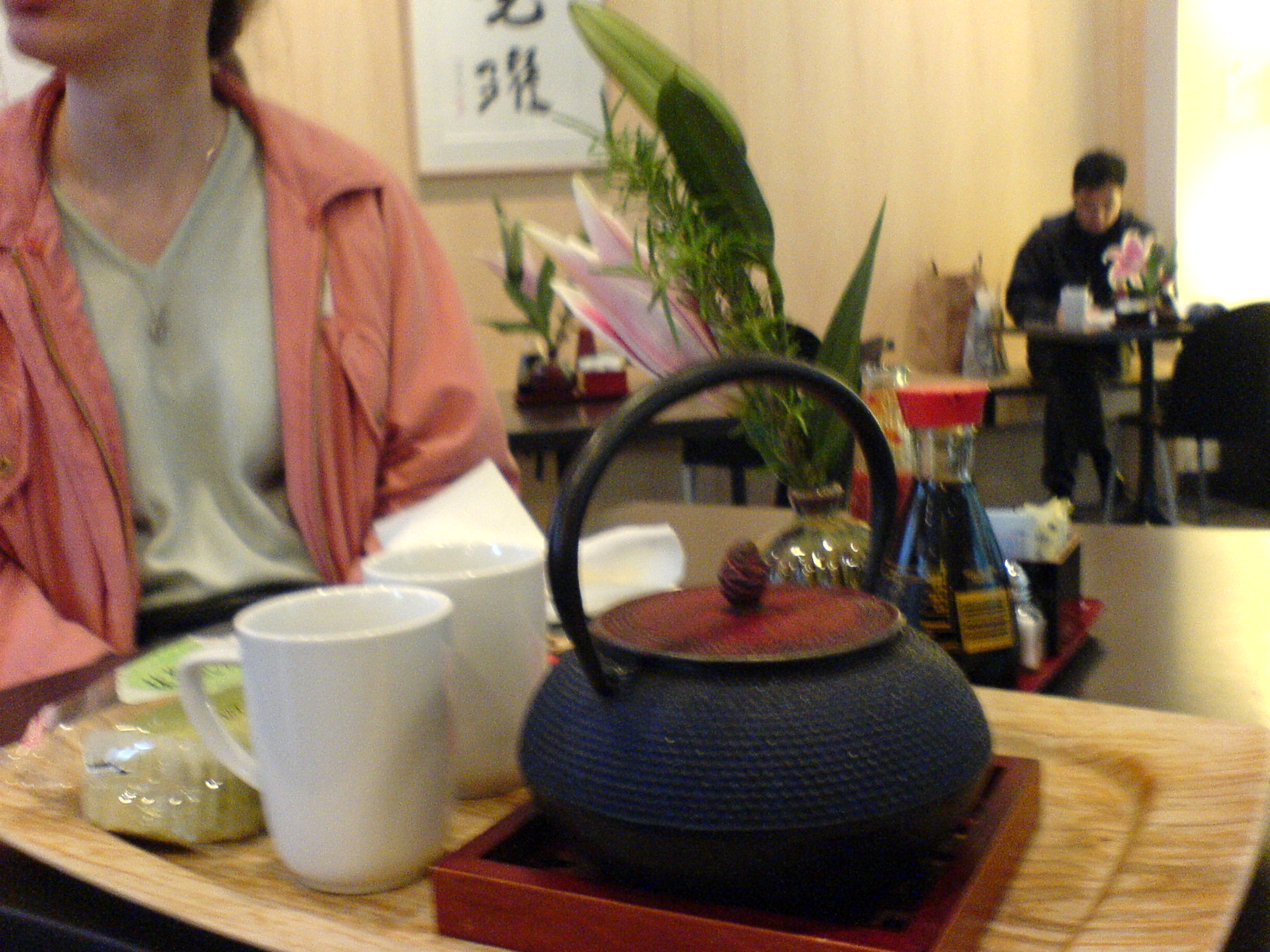
Tè verde in una teiera giapponese tetsubin presso la caffetteria del museo
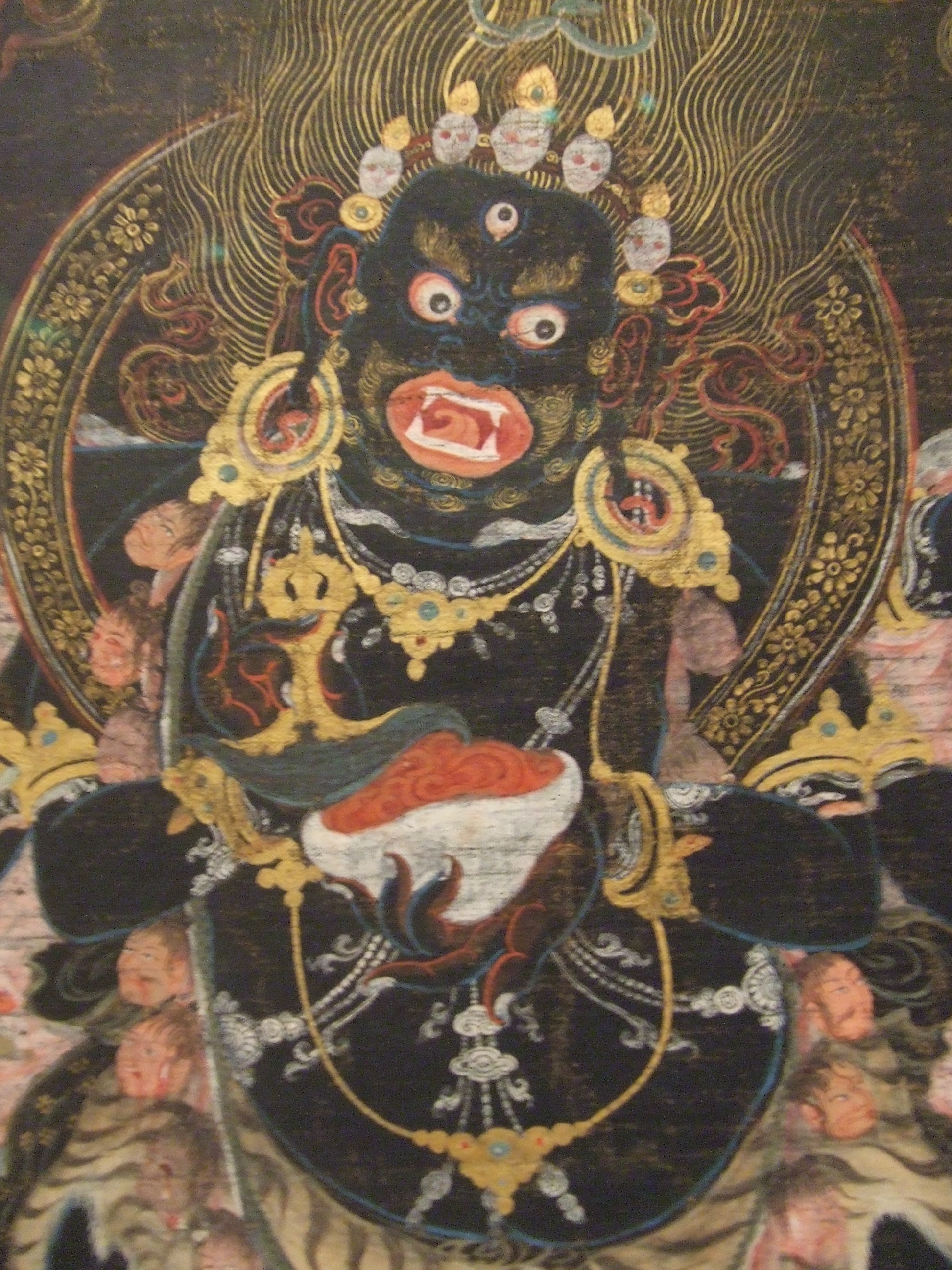
Dipinto tibetano di Mahakala, nelle sale di esposizione
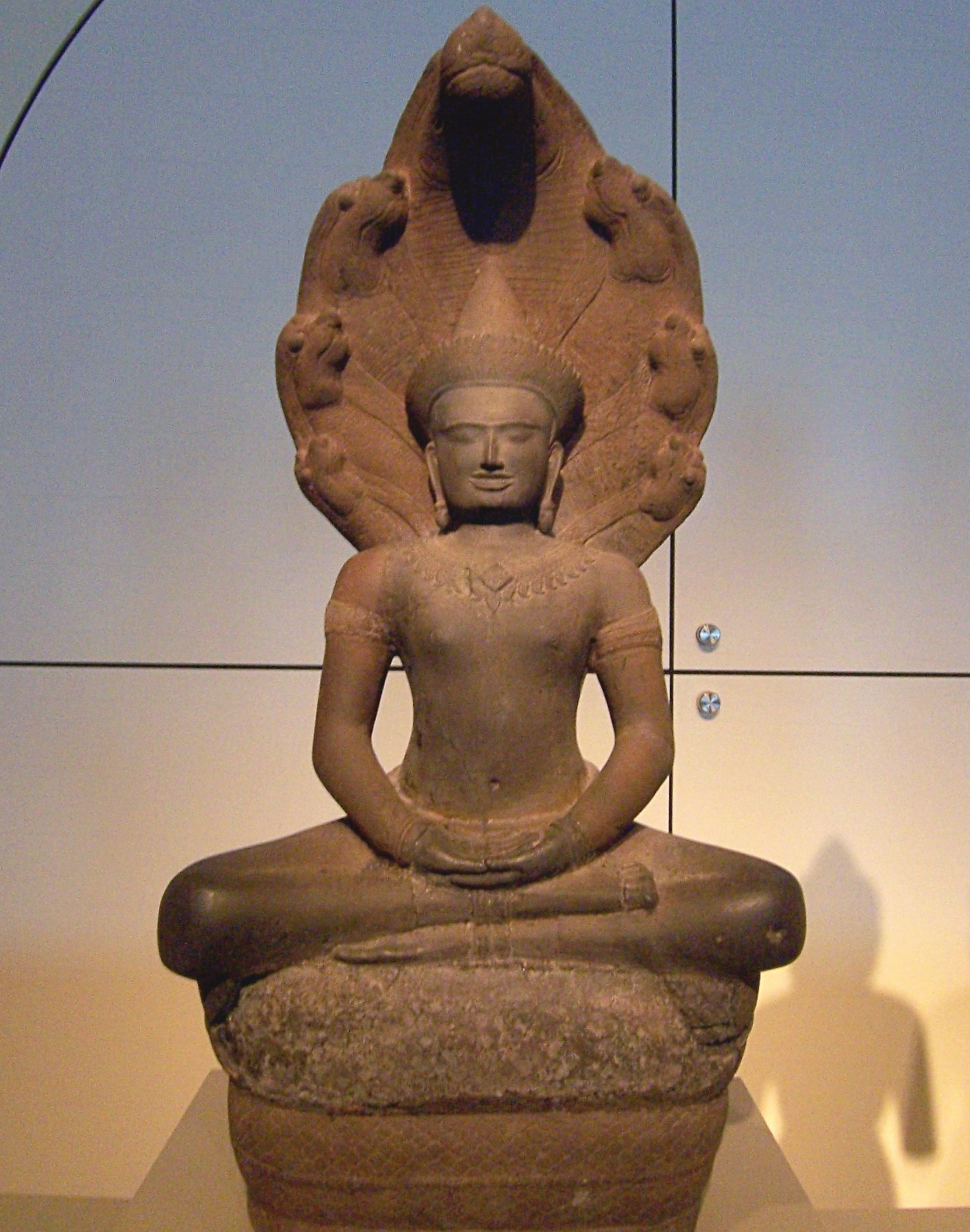
Scultura cambogiana del XII secolo di Buddha
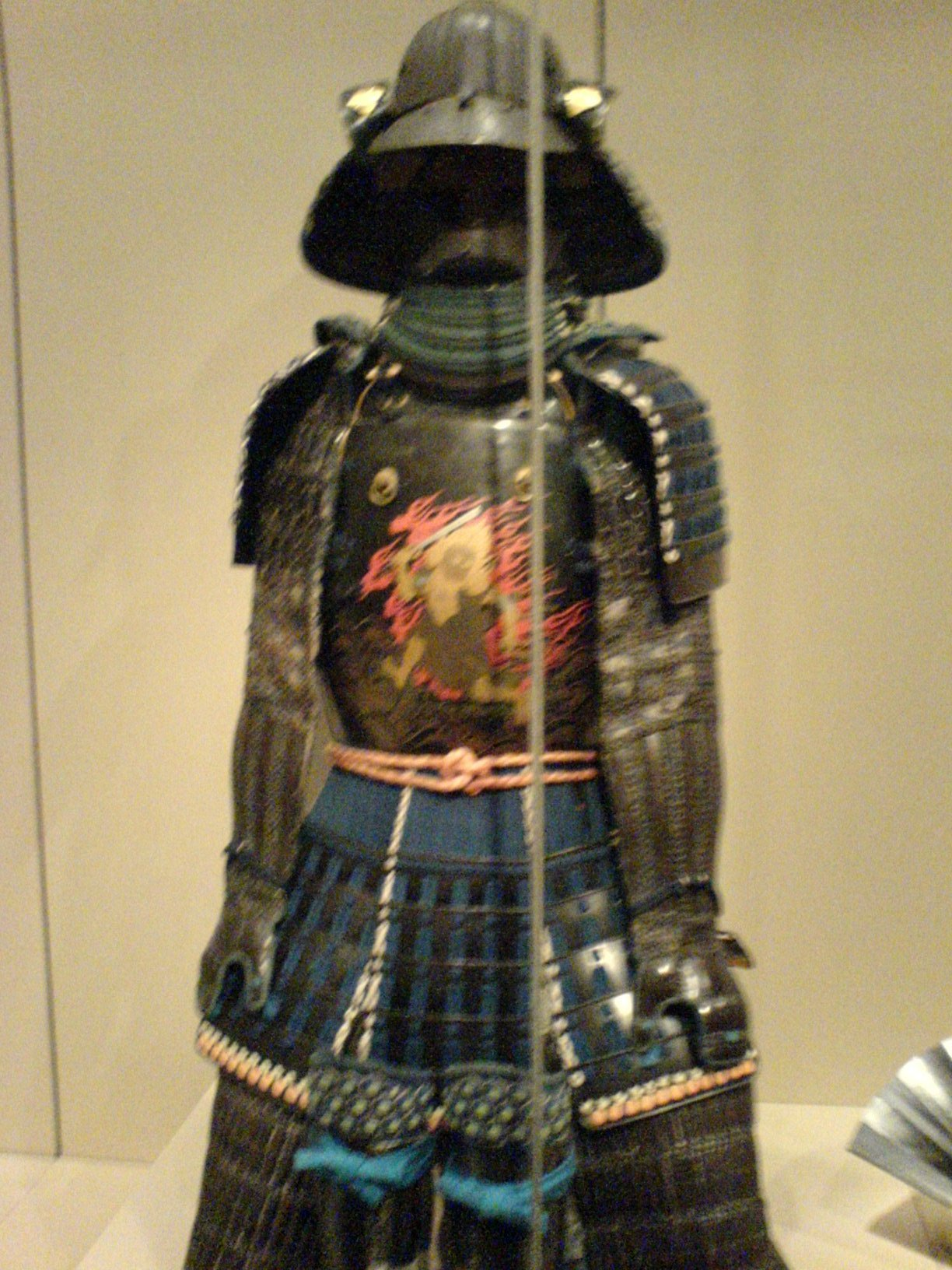
Armatura da samurai in mostra
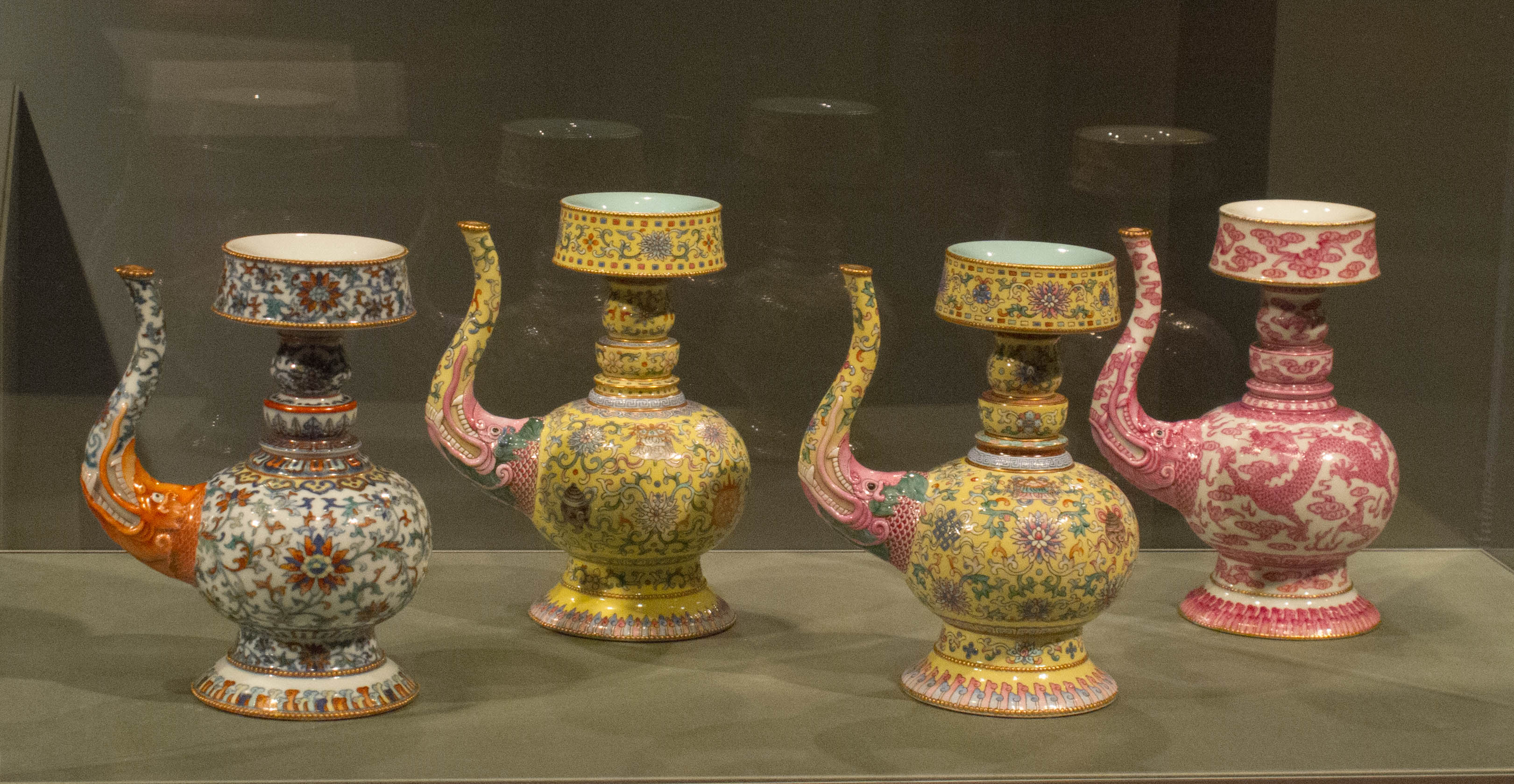
Quattro porcellane cinesi per l'abluzione rituale. Jingdezhen, periodo Qianlong
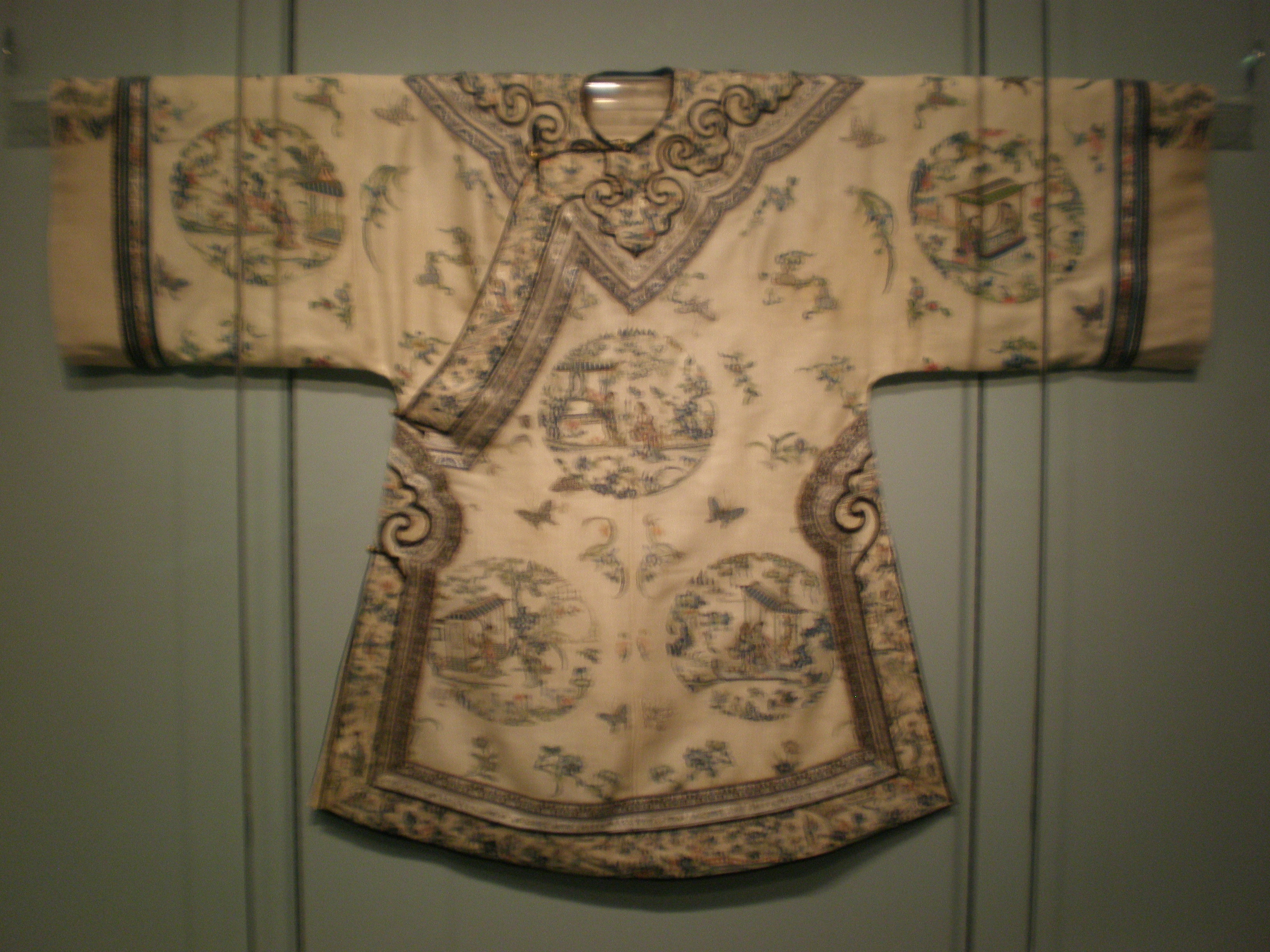
Abito estivo femminile, dinastia Qing
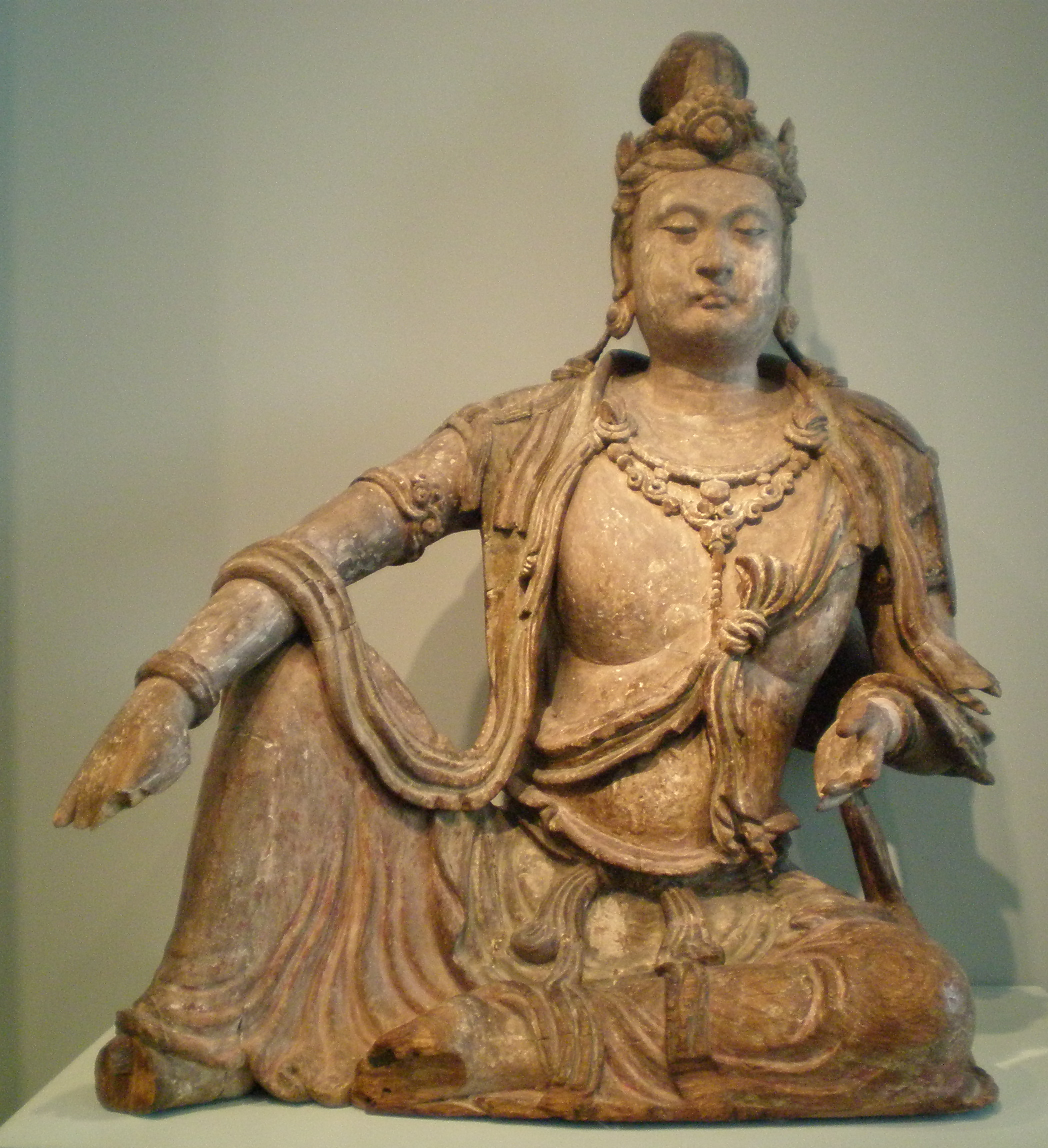
Statuta buddhista di Guanyin, dinastia Song
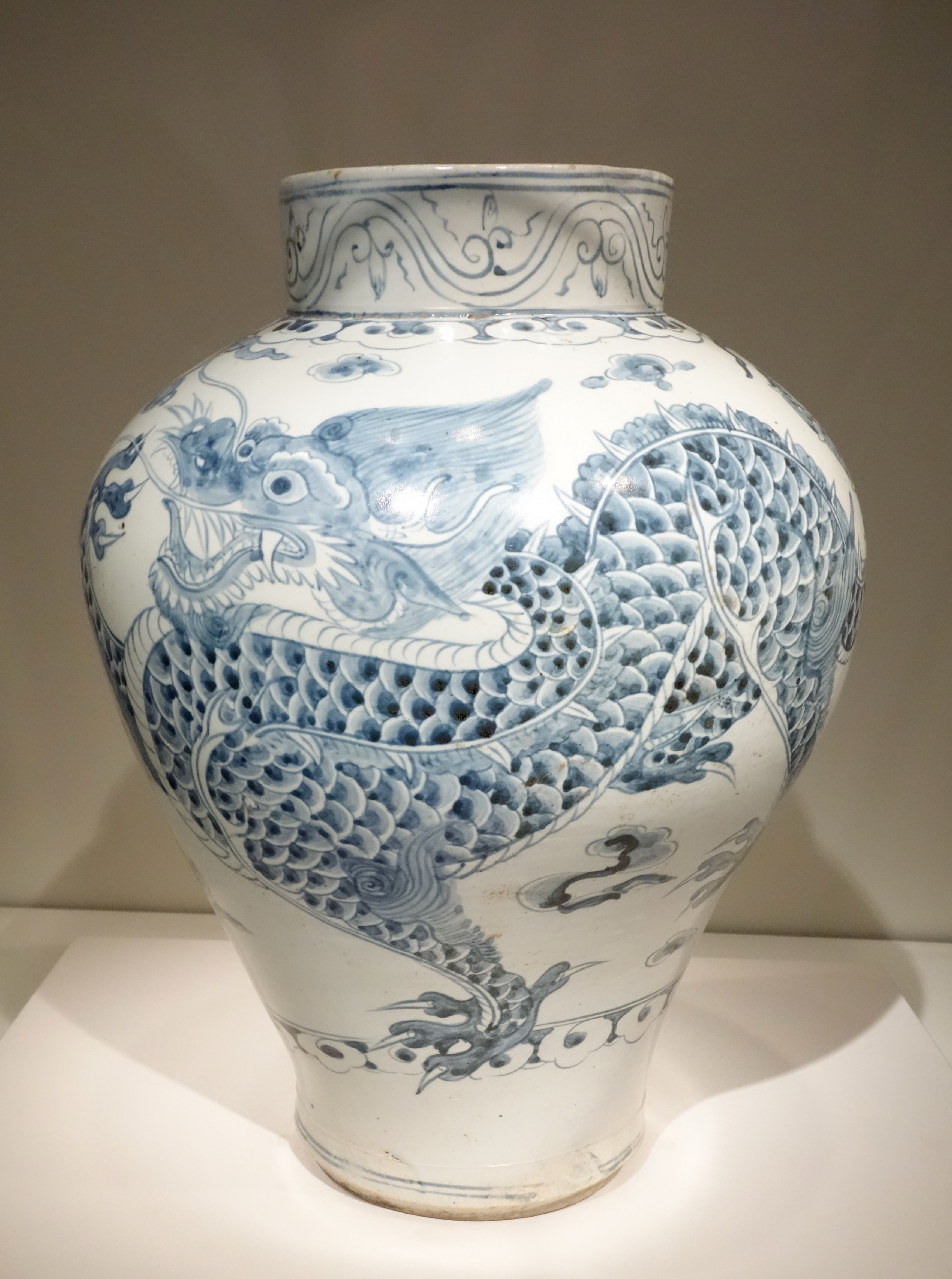
Porcellana coreana smaltata, con base colorante di cobalto, dinastia Joseon
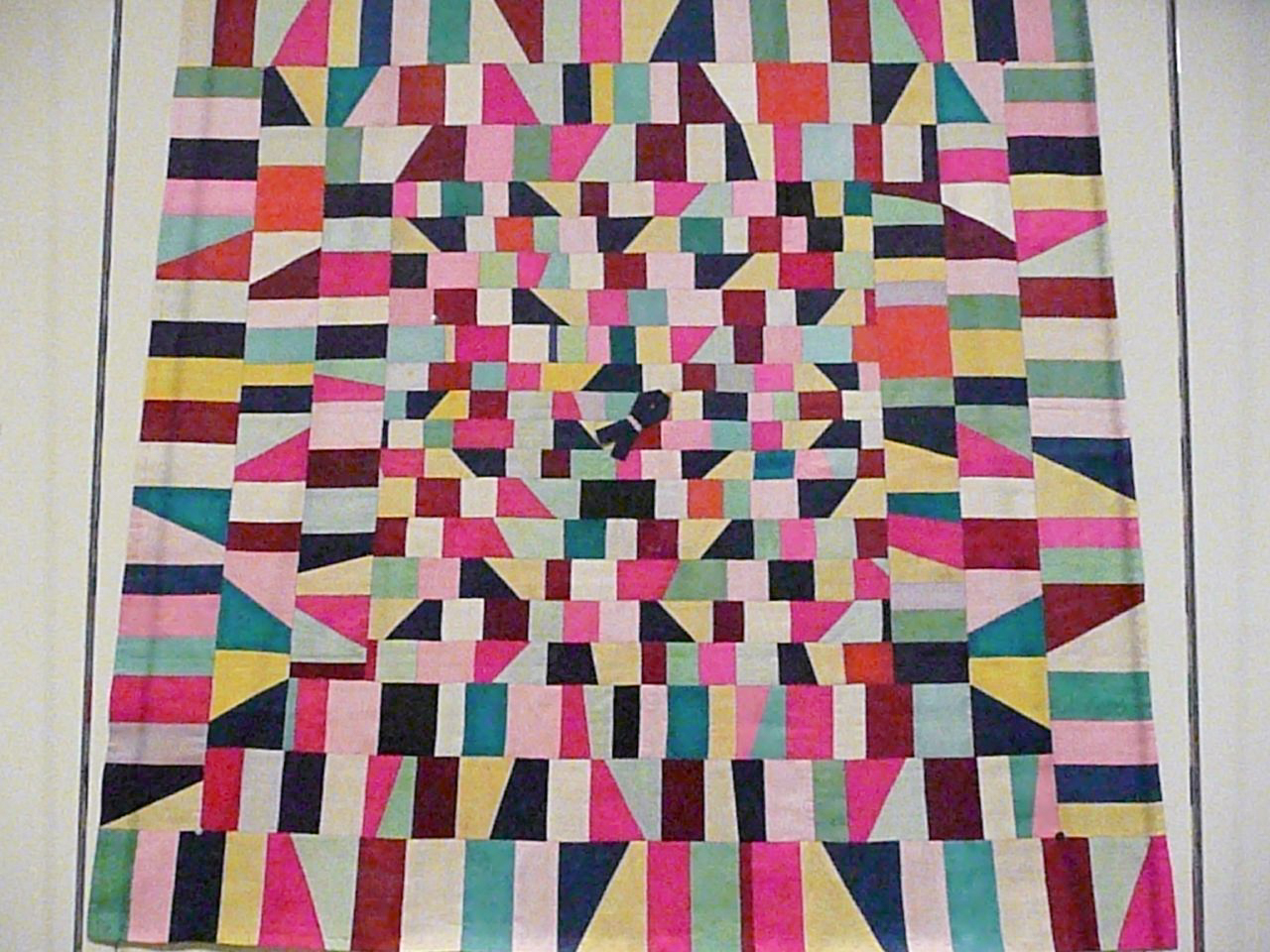
Bojagi coreano, dinastia Joseon

## Casa da tè
Una casa da tè giapponese è esposta al secondo piano di esposizione del museo. Questo edificio fu costruito a Kyoto, smontato, spedito a San Francisco e ricostruito nel museo da carpentieri giapponesi. Il nome della casa da tè si può vedere su una targa di legno: "Nella nebbia" (In the Mist); è collocata accanto alla casa da tè al secondo piano del museo. La calligrafia su questa targa è basata sulla calligrafia di Yamada Sobin e fu commissionata da Yoshiko Kakudo, il primo curatore di arte giapponese del museo. La casa da tè fu progettata dall'architetto Osamu Sato come una casa da tè funzionante, nonché come una vetrina da esposizione. È una stanza da tre stuoie e tre quarti (sanjo daime). È completa di un'alcova per esporre un rotolo e dei fiori, di un focolare incassato alimentato a corrente usato in inverno per il bollitore dell'acqua calda, e di un'area di preparazione funzionante (mizuya) con acqua fresca corrente e scarico.